# Alte Synagoge Bremerhaven

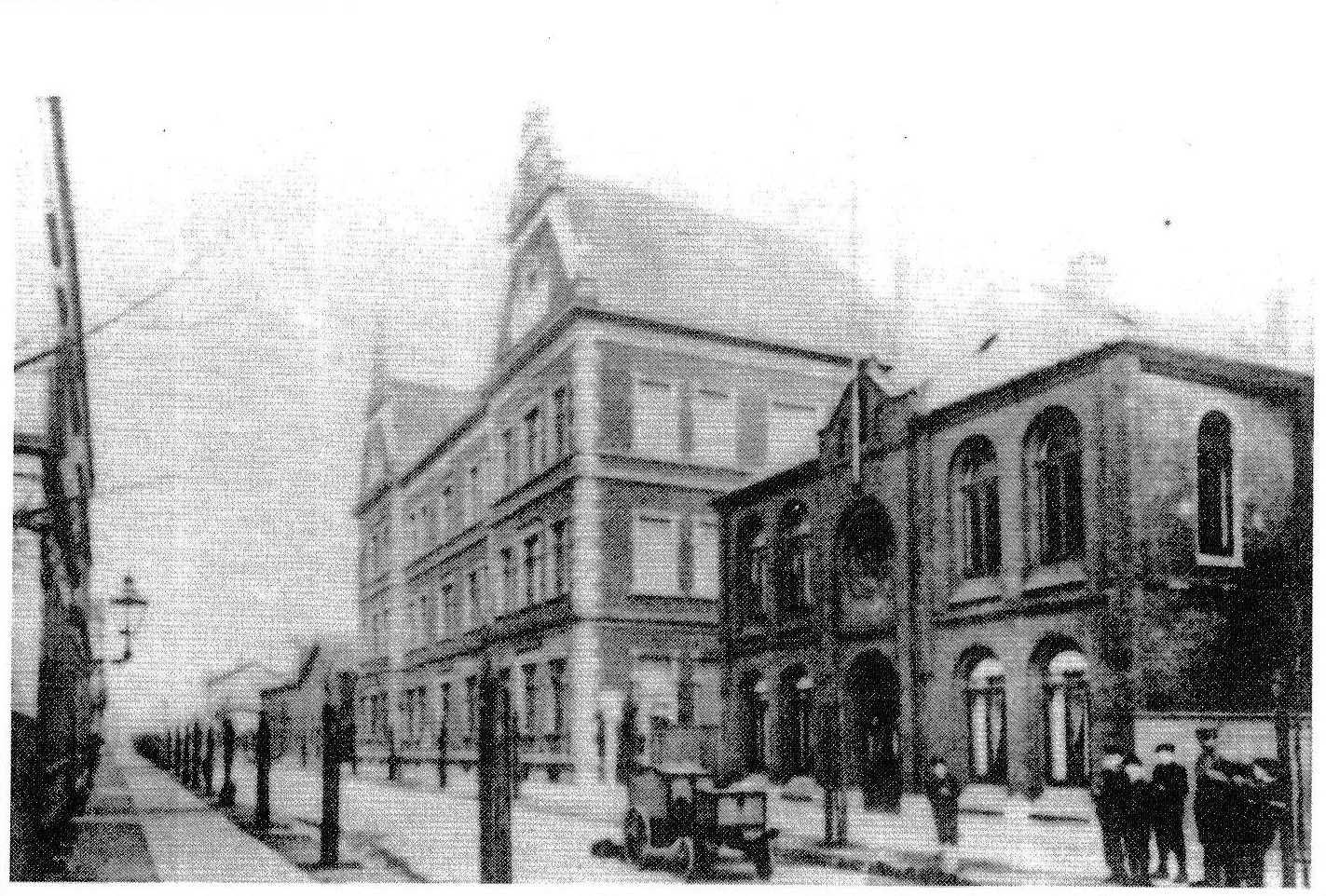
Alte Synagoge Bremerhaven

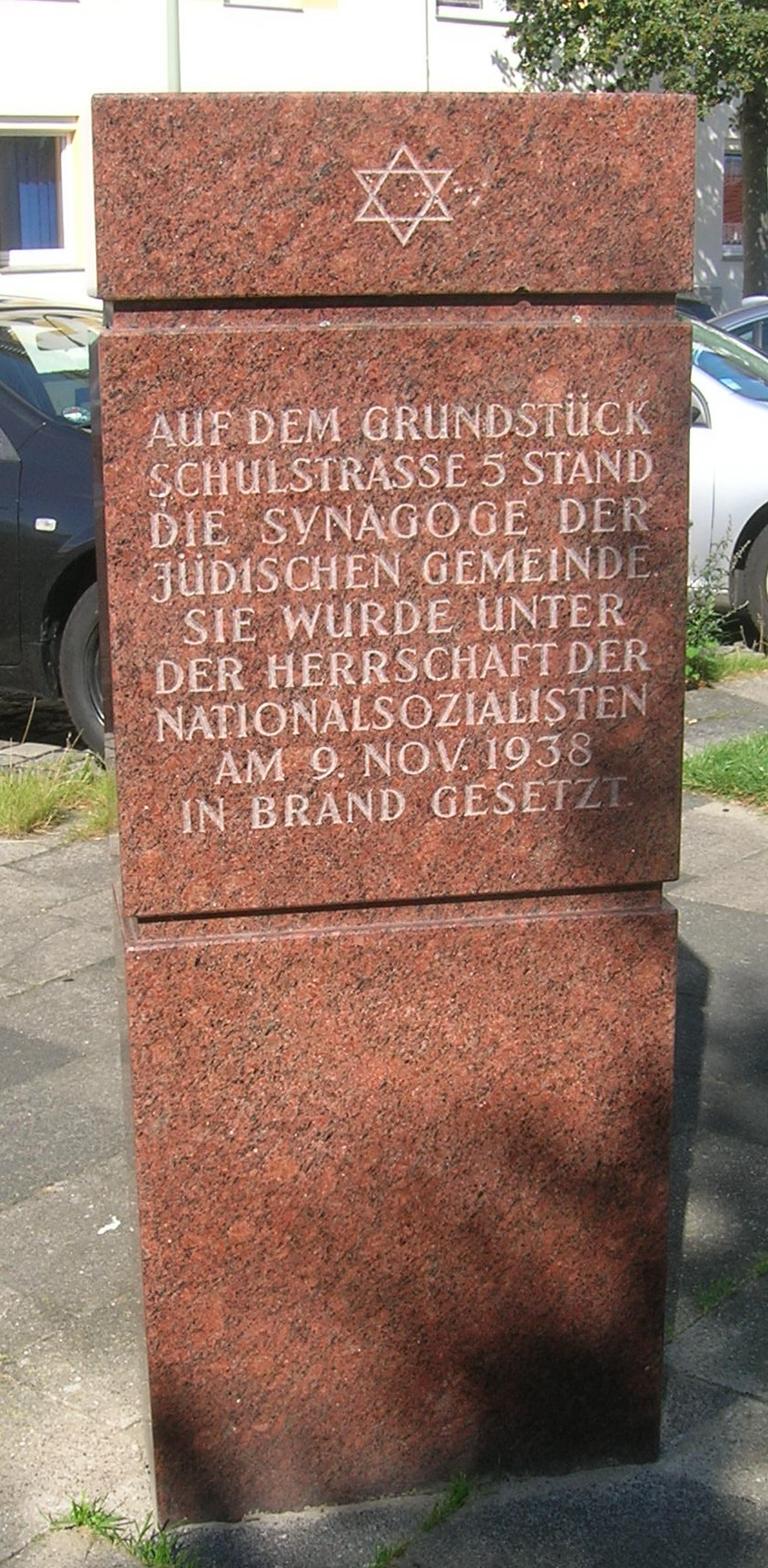
Gedenkstein Alte Synagoge Bremerhaven

Die Alte Synagoge Bremerhaven der jüdischen Gemeinde wurde 1878 nach Plänen des Geestemünder Architekten Bernhard Scheller auf dem Grundstück der Schulstraße 5 erbaut.
In der Pogromnacht vom 9. auf den 10. November 1938 wurde die Synagoge geplündert und anschließend in Brand gesteckt. Dabei wurde sie vollständig zerstört.
Ein 1983 aufgestellter Gedenkstein erinnert an den Standort der Alten Synagoge.